# جورجیوس پاپانیکولائو
جورجیوس پاپانیکولائو پزشکی یونانی بود که در زمینهٔ سیتوپاتولوژی و تشخیص زودهنگام سرطان پیش‌گام بوده‌است. وی آزمایش پاپ اسمیر را برای تشخیص زودهنگام سرطان گردن رحم ابداع کرده‌است.

## زندگی‌نامه
وی در دانشگاه آتن درس خوانده و مدرک پزشکی خود را در سال ۱۹۰۴ گرفته بود. وی تخصص خود را ۶ سال بعد از دانشگاه مونیخ در آلمان گرفته بود. پاپانیکولائو در سال ۱۹۱۳ به ایالات متحده آمریکا مهاجرت کرده و در بخش آسیب‌شناسی بیمارستان نیویورک مشغول به کار شد.